# Next to You (The Police)
Next to You è un singolo dei Police, presente nel loro primo album Outlandos d'Amour del 1978.
È stata descritta come l'unica canzone punk del gruppo.

## Tracce
1. Next to You – 2:50
2. Be My Girl – 3:24

## Formazione
- Sting – voce, basso
- Andy Summers – chitarra, pianoforte
- Stewart Copeland – batteria, percussioni

## Versione degli Offspring
La band punk The Offspring ha realizzato una cover della canzone e l'ha pubblicata come primo singolo del loro Greatest Hits del 2005, presente come traccia fantasma.
Ha raggiunto la posizione #29 nella classifica Billboard Mainstream Rock Tracks.

### Tracce
1. Next to You – 2:39

### Formazione
- Dexter Holland – voce e chitarra
- Noodles – chitarra
- Greg K – basso
- Atom Willard – batteria

## Nella cultura di massa
- È presente nella versione dei Police nel videogioco Rock Band[5].